# Nedanciîci, Ripkî
Nedanciîci (în ucraineană Неданчичі) este localitatea de reședință a comunei Nedanciîci din raionul Ripkî, regiunea Cernihiv, Ucraina.

## Demografie
Componența lingvistică a localității Nedanciîci
     Ucraineană (96,16%)
     Rusă (2,19%)
     Alte limbi (1,1%)
Conform recensământului din 2001, majoritatea populației localității Nedanciîci era vorbitoare de ucraineană (96,16%), existând în minoritate și vorbitori de rusă (2,19%).